# Робърт О'Хара Бърк
Робърт О'Хара Бърк (на английски: Robert O'Hara Burke) е ирландски войник, полицай, изследовател на Австралия. Пръв пресича континента от юг на север, от Аделаида до залива Карпентария, като на обратния път загива.

## Младежки години (1820 – 1853)
Роден е на 6 май 1820 г. в Сейнт Клерънс, графство Голуей, Ирландия, вторият от тримата синове в семейството на Джеймс Бърк (1788 – 1854), офицер от британската армия, и съпругата му Ан Луиза. Робърт Бърк има още четири сестри.
През май 1835 г. постъпва в Кралската военна академия, но не издържа изпитите и през 1836 г. се премества в Белгия, за да продължи образованието си. През 1841 г., на 20-годишна възраст постъпва в австрийската армия и през август 1842 г. е назначен за младши лейтенант в 7-и Унгарски хусарски полк, където прекарва до 1848 г. и дослужва до чин лейтенант. След завръщането си в Ирландия през 1848 г., постъпва на работа в жандармерията, а в края на 1850 г. се прехвърля в конната полиция в Дъблин.

## Пребиваване в Австралия (1853 – 1861)

### Полицейска кариера (1853 – 1860)
През 1853 г. Бърк имигрира в Австралия. Установява се в Мелбърн и на 1 април 1853 г. постъпва в създадените малко преди това полицейски сили в щата Виктория. Първоначално работи като инспектор, на 1 ноември 1853 г. е назначен за следовател и повишен в полицейски инспектор, а на 31 декември 1853 г. става районен инспектор. След смъртта на брат си Джеймс Томас в Кримската война, през март 1856 г. Бърк напуска Австралия и се завръща в Англия, за да се включи във войната, но преди неговото пристигане войната свършва и през декември същата година той се завръща в Австралия и продължава полицейската си кариера.

### Първо пресичане на Австралия (1860 – 1861)
През 1858 г. шотландският пътешественик Джон Макдуъл Стюарт достига центъра на Австралия и парламента на Южна Австралия предлага награда от 2000 паунда на този, който успее да пресече континента в меридионално направление. Подтикнат от съблазнителната награда Бърк решава да организира експедиция за пресичането на континента от юг на север.
През юни 1860 г. Бърк е назначен за ръководител на експедицията, която включва 19 души, 27 камили, закупени в Афганистан и 23 коня.
Експедицията тръгва от Мелбърн на 20 август 1860 г. и на 23 септември достига местността Менинди, където организират склад с хранителни припаси и където част от хората остават да чакат останалите. На 11 ноември, на 400 мили северно от Менинди, Бърк достига до река Купър Крийк, докъдето две години по-рано стига Стюарт. След кратка почивка, на 16 декември, Бърк тръгва с още трима души (Уилс, Грей и Кинг) и шест камили на север и на 9 февруари 1861 г. достига до залива Карпентария, в устието на река Флиндърс. На река Купър Крийк остава останалата част от експедицията, за да чака неговото завръщане.
Обратният път е затруднен от проливните тропически дъждове, съвпадащи с мусонния сезон. Четири дни преди да стигнат Купър Крийк, на 17 април 1861 г., умира Грей, един от четиримата участници. След пристигането им на 21 април брега на реката тримата изнемощели пътешественици ги очаква жестока изненада. Групата, която е трябвало да ги чака, е тръгнала няколко часа преди тяхното пристигане, като предполага, че Бърк и спътниците му са загинали в пустинята, но въпреки това им е оставила в склада незначително количество провизии. Оттук нататък започва трагедията за тримата оцелели. До следващия склад с хранителни припаси на езерото Менинди има 540 км. Останалите две камили са застреляни, но месото им стига за няколко дни, а останалото се разваля. До края на юни пътешествениците се придвижват едвам-едвам на юг, умирайки от глад и жажда. Няколко пъти срещат аборигени, но и те нямат какво да им дадат.
В края на юни умира Уилс, който до последния си ден води дневник, от който става ясно за неимоверните лишения, които изпитват пътешествениците в последния етап от пътешествието си. Един ден след Уилс, на 28 юни умира и Бърк, а най-младия участник Джон Кинг е намерен полужив от аборигените и спасен. През септември 1861 г. той е предаден на спасителния отряд, тръгнал да търси изгубените пътешественици.

## Памет
На негово име носят:
- селище Бърктаун (17°44′ ю. ш. 139°33′ и. д. / 17.733333° ю. ш. 139.55° и. д.) в северозападната част на щата Куинсланд;
- река (устие, 23°22′ ю. ш. 139°46′ и. д. / 23.366667° ю. ш. 139.766667° и. д.) в западната част на щата Куинсланд, Австралия, ляв приток на река Джорджина.